# Матрошка
Матрошка (Matroska) је мултимедијални контејнер отвореног стандарда и кода. Служи као универзални формат за складиштење различитих мултимедијалних садржаја, као што су видео, аудио и титлови. У једној датотеци може садржати неограничен број видеа, звука и титлова у СД, ХД, 4К и 8К резолуцији, због чега је постао де факто стандард у рачунарској мултимедији. Матрошка је по концепцији сличан другим контејнерима као што су AVI, mp4, или ASF, с разликом да је Матрошка потпуно отворен стандард и што се његова имплементација углавном састоји од софтвера слободног кôда. Датотека Матрошка, МКВ је врста видео формата са титловима и звуком, МКА је врста аудио формата, а МКС је формат само за титлове. 
Име Матрошка је инспирисано руским луткама Матрјошка (бабушка).

## Ограничења
Матрошка контејнер не може садржати Dolby TrueHD звук у истом облику у којем се налази на Блу-реј дисковима, јер се приликом креације МКВ фајла из Dolby TrueHD стрима неповратно губи Dolby Digital (AC3) "језгро" (енг. core), које на Блу-реј дисковима постоји ради обезбеђивања компатибилности са првом генерацијом Блу-реј плејера (из 2006. године), те је због тога неопходно претходно извршити конверзију Dolby TrueHD стрима у DTS-HD Master Audio формат.